# Hamberge
Hamberge (niederdeutsch Hambarg) ist eine Gemeinde im Nordosten des Kreises Stormarn in Schleswig-Holstein. Hansfelde und Poggenpohl liegen im Gemeindegebiet.

## Geografie
Hamberge liegt am Ufer der Trave an der Grenze zur Hansestadt Lübeck. Durch den Ort führt die Bundesstraße 75 von Lübeck nach Reinfeld (Holstein).

## Geschichte

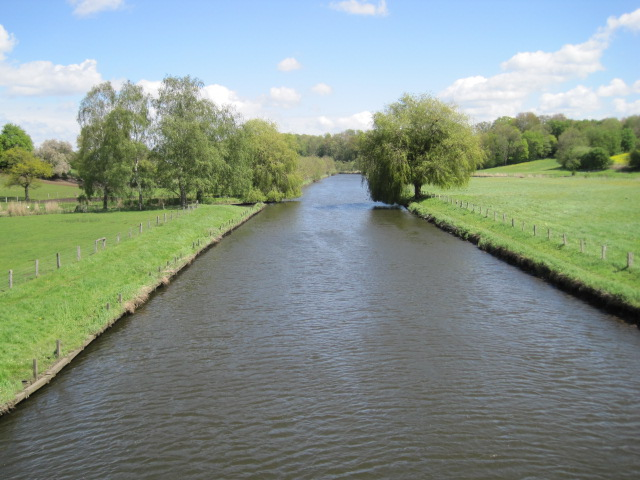
Trave bei Hamberge

Hamberge war ursprünglich ein slawisches Dorf mit dem Namen „Lancowe“. Seit 1163 war es im Besitz des Lübecker Domkapitels. Es wurde 1197 in die beiden Orte Hamberge und Hansfelde aufgeteilt.
Nach der Säkularisation durch den Reichsdeputationshauptschluss fiel Hamberge 1803 an das Fürstentum Lübeck. Durch einen Gebietstausch kam es 1842 an Holstein und wurde dem alten landesherrlichen Amt Reinfeld eingegliedert. Nach der Annexion Schleswig-Holsteins durch Preußen wurde der Ort 1867 dem neugebildeten Kreis Stormarn zugeordnet. Mit Einführung der preußischen Kommunalverfassung kam er 1889 zum Amtsbezirk Neuhof.
Hansfelde entstand 1197 durch Abteilung von Hamberge als Hof des Lübecker Domkapitels. 1784 wurde der Hof in acht Besitzungen parzelliert. Wie auch Hamberge fiel Hansfelde infolge der Säkularisation an das Fürstentum Lübeck und kam 1842 zu Holstein und dort zum Amt Reinfeld. In der Weimarer Republik war Hansfelde eine Hochburg der NSDAP, die bei der Reichstagswahl 1932 über 80 % der Wählerstimmen errang. Zum Zeitpunkt der Eingemeindung nach Hamberge hatte Hansfelde 366 Einwohner.
Im Jahre 1911 wurde eine Brücke über die Trave gebaut, die die jahrhundertealte Fährverbindung ersetzte. Am 21. März 1934 wurde bei Hamberge der erste Spatenstich für die Reichsautobahn von Hamburg nach Lübeck (heute Bundesautobahn 1) gesetzt. Im Jahre 1948 kam der Ort zum Amt Reinfeld-Land und 1972 zum Amt Nordstormarn.
Mit der Eingemeindung von Hansfelde, die am 1. Januar 1974 in Kraft trat, wurden die beiden Dörfer nach fast 800 Jahren wiedervereinigt.

## Politik

### Gemeinderat
Bei der Kommunalwahl 2023 errang die CDU erneut alle 13 Sitze in der Gemeindevertretung. Die Wahlbeteiligung betrug 52,9 Prozent.

### Wappen
Blasonierung: „Von Grün und Blau durch einen silbernen Wellenbalken geteilt. Oben zwei an den Halmen verbundene, nach außen herabhängende goldene Getreideähren, unten ein mit einem blauen Fadenkreuz belegtes, oben und unten verstutztes, schwebendes goldenes Tatzenkreuz, das unten links von einem ebensolchen Kreuzchen begleitet wird.“

## Kultur und Sehenswürdigkeiten

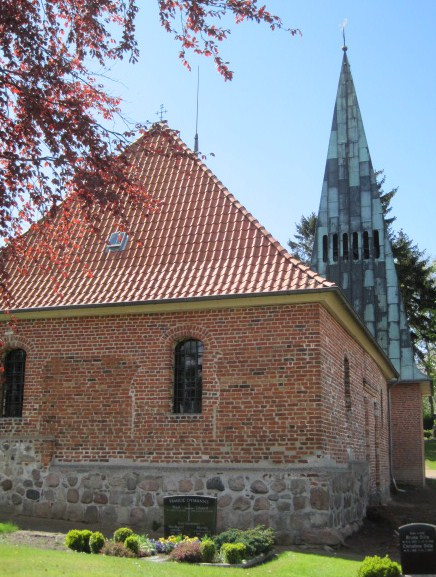
Dorfkirche Hamberge von Osten

Die Dorfkirche Hamberge wurde 1327/28 erbaut. Der Grundriss ist rechteckig und breit, ohne die in der Gegend sonst übliche Gliederung in Kirchenschiff und Chor. Der Turm der Kirche wurde 1958 modern erneuert. Bemerkenswerte Ausstattungsgegenstände sind der Taufstein aus Gotlandkalkstein und der Altar nebst Kanzel aus der Werkstatt des Lübecker Meisters Hieronymus Hassenberg von 1722. Die Kirche wurde 1927 von dem Lübecker Künstler Asmus Jessen in Anlehnung an bei der Restaurierung gefundene Motive neu ausgemalt.
Der Begründer der schleswig-holsteinischen Schule für taubstumme Kinder in Schleswig, Georg Wilhelm Pfingsten, war an dieser Kirche vorher von 1792–1799 Organist.
In der Liste der Kulturdenkmale in Hamberge stehen die in der Denkmalliste des Landes Schleswig-Holstein eingetragenen Kulturdenkmale.

## Wirtschaft und Infrastruktur

### Bildung
Hamberge hat eine eigene Grundschule. Die offene Ganztagsschule wird zurzeit von den Johanitern betrieben und stellt eine tägliche Nachmittagsbetreuung sicher.
Jüngere Kinder bis drei und von drei bis sechs können im evangelischen Kindergarten im Ort unterkommen.
Die Fahrbücherei im Kreis Stormarn hält im Drei-Wochen-Rhythmus an sechs Haltepunkten in Hamberge.

### Sport
Hamberge verfügt über einen Breitensportverein. Der SV Hamberge bietet die Sportarten Kanu, Fußball, Tennis, Fitness, Tischtennis, Handball, Badminton, Yoga  und Kinderturnen an. Der SV Hamberge besteht seit 1971 und hat etwa 500 Mitglieder.

## Söhne und Töchter der Gemeinde
- Ulrich Lehmann (1916–2003), Paläontologe